# Tierceville
Tierceville település Franciaországban, Calvados megyében. Lakosainak száma 157 fő (2018. január 1.). Tierceville Amblie, Colombiers-sur-Seulles, Crépon, Creully és Sainte-Croix-sur-Mer községekkel határos.

## Népesség
A település népessége az elmúlt években az alábbi módon változott:
| Lakosok száma | 131  | 96   | 123  | 113  | 138  | 172  | 167  | 165  | 156  | 157  |
|               | 1968 | 1975 | 1982 | 1990 | 1999 | 2011 | 2013 | 2015 | 2017 | 2018 |